# ジョン・リチャードソン (特殊効果)
ジョン・リチャードソン（John Richardson, 1946年 - ）は、イギリス出身の視覚効果スーパーバイザー。『エイリアン2』で第59回アカデミー視覚効果賞をスタン・ウィンストンらと共に受賞した。『007』シリーズや『ハリー・ポッター』シリーズの視覚効果も手掛けている。

## 主なフィルモグラフィ
- 007 カジノロワイヤル Casino Royale (1967) クレジットなし
- 太陽を盗め Duffy (1968)
- 空軍大戦略 Battle of Britain (1969) クレジットなし
- 暗殺指令ブラック・サンデー Callan (1974)
- ジャガーノート Juggernaut (1974)
- フェイズIV 戦慄!昆虫パニック Phase IV (1974)
- マーラー Mahler (1974)
- 星の王子さま The Little Prince (1974)
- ローズバッド Rosebud (1975)
- ローラーボール Rollerball (1975)
- ローヤル・フラッシュ Royal Flash (1975)
- ラッキー・レディ Lucky Lady (1975)
- オーメン The Omen (1976)
- 遠すぎた橋 A Bridge Too Far (1977)
- 続・恐竜の島 The People That Time Forgot (1977)
- アトランティス7つの海底都市 Warlords of Atlantis (1978)
- スーパーマン Superman (1978)
- 北海ハイジャック North Sea Hijack (1979)
- オフサイド7 Escape to Athena (1979)
- 007 ムーンレイカー Moonraker (1979)
- レイズ・ザ・タイタニック Raise the Titanic (1980)
- 氷壁の女 Five Days One Summer (1982)
- 007 オクトパシー Octopussy (1983)
- レディホーク Ladyhawke (1985)
- 007 美しき獲物たち A View to a Kill (1985)
- エイリアン2 Aliens (1986)
- 007 リビング・デイライツ The Living Daylights (1987)
- ウィロー Willow (1988)
- 007 消されたライセンス Licence to Kill (1989)
- デビルズ・パイレーツ Treasure Island (1990) テレビ映画
- ハイランダー2 甦る戦士 Highlander II: Quickening (1991)
- エイセス/大空の誓い Aces: Iron Eagle III (1992)
- コロンブス Christopher Columbus: The Discovery (1992)
- クリフハンガー Cliffhanger (1993)
- ヴァイラス Ghost in the Machine (1993)
- ブロークン・アロー Broken Arrow (1996)
- スターシップ・トゥルーパーズ Starship Troopers (1997)
- 007 トゥモロー・ネバー・ダイ Tomorrow Never Dies (1997)
- ディープ・ブルー Deep Blue Sea (1999)
- 007 ワールド・イズ・ノット・イナフ The World Is Not Enough (1999)
- 天使のくれた時間 The Family Man (2000)
- ハリー・ポッターと賢者の石 Harry Potter and the Philosopher's Stone (2001)
- メン・イン・ブラック2 Men in Black II (2002)
- ハリー・ポッターと秘密の部屋 Harry Potter and the Chamber of Secrets (2002)
- 007 ダイ・アナザー・デイ Die Another Day (2002)
- ハリー・ポッターとアズカバンの囚人 Harry Potter and the Prisoner of Azkaban (2004)
- ハリー・ポッターと炎のゴブレット Harry Potter and the Goblet of Fire (2005)
- ハリー・ポッターと不死鳥の騎士団 Harry Potter and the Order of the Phoenix (2007)
- ハリー・ポッターと謎のプリンス Harry Potter and the Half-Blood Prince (2009)
- ハリー・ポッターと死の秘宝 PART1 Harry Potter and the Deathly Hallows – Part 1 (2010)
- ハリー・ポッターと死の秘宝 PART2 Harry Potter and the Deathly Hallows – Part 2 (2011)

## 受賞とノミネート
| 賞               | 年   | 部門           | 作品名                             | 結果       |
| ---------------- | ---- | -------------- | ---------------------------------- | ---------- |
| アカデミー賞     | 1986 | 視覚効果賞     | エイリアン2                        | 受賞       |
| アカデミー賞     | 1993 | 視覚効果賞     | クリフハンガー                     | ノミネート |
| アカデミー賞     | 1997 | 視覚効果賞     | スターシップ・トゥルーパーズ       | ノミネート |
| アカデミー賞     | 2004 | 視覚効果賞     | ハリー・ポッターとアズカバンの囚人 | ノミネート |
| アカデミー賞     | 2010 | 視覚効果賞     | ハリー・ポッターと死の秘宝 PART1   | ノミネート |
| アカデミー賞     | 2011 | 視覚効果賞     | ハリー・ポッターと死の秘宝 PART2   | ノミネート |
| 英国アカデミー賞 | 1986 | 特殊視覚効果賞 | エイリアン2                        | 受賞       |
| 英国アカデミー賞 | 2001 | 特殊視覚効果賞 | ハリー・ポッターと賢者の石         | ノミネート |
| 英国アカデミー賞 | 2002 | 特殊視覚効果賞 | ハリー・ポッターと秘密の部屋       | ノミネート |
| 英国アカデミー賞 | 2004 | 特殊視覚効果賞 | ハリー・ポッターとアズカバンの囚人 | ノミネート |
| 英国アカデミー賞 | 2005 | 特殊視覚効果賞 | ハリー・ポッターと炎のゴブレット   | ノミネート |
| 英国アカデミー賞 | 2007 | 特殊視覚効果賞 | ハリー・ポッターと不死鳥の騎士団   | ノミネート |
| 英国アカデミー賞 | 2009 | 特殊視覚効果賞 | ハリー・ポッターと謎のプリンス     | ノミネート |
| 英国アカデミー賞 | 2010 | 特殊視覚効果賞 | ハリー・ポッターと死の秘宝 PART1   | ノミネート |
| 英国アカデミー賞 | 2011 | 特殊視覚効果賞 | ハリー・ポッターと死の秘宝 PART2   | 受賞       |